# Raven Barber
Raven Barber (Edgewood, 2 ottobre 1991) è un cestista statunitense.

## Palmarès
- Campionati portoghesi: 1

Benfica: 2016-17
- Coppa di Portogallo: 1

Benfica: 2017